# 胡安·阿吉莱拉
胡安·阿吉莱拉（西班牙語：Juan Aguilera，1962年3月22日—2025年3月25日），生于巴塞罗那，西班牙男子网球运动员，1980年成为职业球手。他曾获得德国网球公开赛男子单打冠军。他于1991年1月退役。